# Erythroxylum macrocarpum
Erythroxylum macrocarpum es una especie de planta perteneciente a la familia Erythroxylaceae. Se distribuye en Mauricio. Se utiliza en la medicina tradicional.

## Taxonomía
Erythroxylum macrocarpum fue descrita por el botánico Otto Eugen Schulz y la descripción publicada en Das Pflanzenreich (Engler) IV, 134: 157 en 1907.